# ミラン・ムンツリンゲル
ミラン・ムンツリンゲル（Milan Munclinger, 1923年7月3日 - 1986年3月30日）は、チェコの指揮者、フルート奏者、音楽学者。
チェコスロヴァキア領コシツェの生まれ。父ヨゼフはプラハ国民劇場のバス歌手であった。
1942年から1948年までプラハ音楽院で学び、1946年から1950年までプラハ音楽芸術アカデミーでフルートの他、アロイス・ハーバに作曲、ヴァーツラフ・ターリヒに指揮を教わる。一方で1950年から翌年までカレル大学で音楽学を履修した。また第二次世界大戦中はライプツィヒ・ゲヴァントハウス管弦楽団やブレスラウの歌劇場等にフルート奏者として参加し、戦後はチェコ室内管弦楽団を創設したターリヒのアシスタントを務めた。1951年にはターリヒの勧めでアルス・レディヴィヴァ合奏団を組織し、亡くなるまで芸術監督を務めた。
また、音楽学者として、アーノルド・ドルメッチらの研究論文を積極的にチェコ語に翻訳して紹介に努めるほか、フランツ・クサヴァー・リヒターのフルート協奏曲を発掘して校訂する等の業績を残しており、自らの音楽学研究の知見をアルス・レディヴィヴァ合奏団の演奏に生かしている。
フルート奏者としてはフランシス・プーランクやアンドレ・ジョリヴェや福島和夫らの作品の紹介に積極的に取り組む一方で、ジャズも嗜んだ。ジャン＝ピエール・ランパルとの交流でも知られる。
プラハにて没。62歳没。

## 註
1. ↑  frantisekslama.com

| スタブアイコン | サブスタブ | この項目は、まだ閲覧者の調べものの参照としては役立たない、音楽関係者（バンド等）に関連した書きかけの項目です。この項目を加筆・訂正などしてくださる協力者を求めています（P:音楽/PJ:芸能人）。 |